# Aplogompha chotaria
Aplogompha chotaria är en fjärilsart som beskrevs av William Schaus 1898. Aplogompha chotaria ingår i släktet Aplogompha och familjen mätare. Inga underarter finns listade i Catalogue of Life.